# L'uomo nella cornice
L’uomo nella cornice  (in russo Человек в рамке?, Čelovek v ramke) è un film d'animazione sovietico del 1966 diretto da Fëdor Chitruk e realizzato presso lo studio Sojuzmul'tfil'm.

## Trama
Un uomo vive all’interno di una cornice. Seguendo il percorso di ascesa sociale dell’anonimo protagonista, la cornice si trasforma assumendo forme sempre più ricche ed elaborate e costringendo l’uomo in uno spazio sempre più angusto.

## Distribuzione

### Italia
Il cortometraggio è stato inserito, in versione in lingua originale sottotitolata, nel DVD I maestri dell'animazione russa - volume 2, edito nel 2005 dalla Terminal Video in collaborazione con il Chiavari Animation Festival.